# AlterVista
AlterVista è una piattaforma web italiana dove è possibile aprire gratuitamente un blog che può anche essere utilizzato da sito web e guadagnare con il proprio traffico web. Fondata nel 2000 da uno studente del Politecnico di Torino, ha fatto parte del gruppo Banzai S.p.A. dal 2006 e fa parte del gruppo Mondadori dal 2016.
I servizi di AlterVista, con alcune variazioni a seconda della nazione, sono disponibili a livello globale.
Su AlterVista è possibile creare un sito web con PHP, database MySQL e accesso FTP. L'uso dello spazio è libero, ma le risorse a disposizione, come spazio web e traffico mensile, sono limitate inizialmente ed espandibili tramite l'acquisto o l'inserimento delle pubblicità. Sono presenti applicativi auto installanti ed un site builder WYSIWYG chiamato AlterPages. Al servizio di hosting tradizionale si affianca il servizio blog basato sul software WordPress con risorse illimitate.
Nel 2021 era possibile scegliere tra un piano gratuito o un piano a pagamento, inoltre si poteva scegliere se creare un blog con WordPress oppure un sito web a mano o con altri CMS.

## Modello
AlterVista, rispetto ai modelli economici e tecnologici classici propri dell'hosting gratuito, lega il suo successo a quello dei siti che ospita. L'idea è quella di offrire uno spazio sul web dove pubblicare i propri contenuti: a costo zero e con la possibilità di guadagnare, grazie alla pubblicità, con il proprio traffico web. A differenza di altre piattaforme web per la creazione di siti e blog gratuiti AlterVista non impone la visualizzazione di banner pubblicitari sulle pagine dei siti che ospita.
La pubblicità viene gestita in un regime di revenue sharing con i webmaster che qualora decidano di inserire la pubblicità ricevono un guadagno commisurato alla visualizzazione dei banner e ai clic sugli stessi.
Il servizio erogato va oltre al semplice free hosting: anche siti di notevoli dimensioni come spinoza.it o lercio.it (Miglior sito italiano ai Macchianera Award 2014) sono stati o sono ospitati da AlterVista, inoltre il servizio è utilizzato per le piattaforme blog di GialloZafferano, PianetaDonna, Zingarate, CookAround. In Altervista è presente un programma di valorizzazione editoriale dei siti.
AlterVista viene indicata in alcuni manuali scolastici come l'hosting web adatto alla sperimentazione delle proprie conoscenze informatiche ed è l'hosting adottato da alcune istituzioni universitarie internazionali.

## Storia
AlterVista nasce nel 2000 come progetto individuale di Gianluca Danesin, uno studente di ingegneria informatica del Politecnico di Torino. Sul sito ufficiale è affermato che l'investimento iniziale è stato di 30.000 lire, equivalenti circa a 15 € dell'epoca, utilizzati per l'affitto del primo server, localizzato a Bedford in Texas.
Già nel 2005 l'utilizzo diffuso del servizio porta altervista.org a superare i tre milioni di visitatori unici mensili ed essere secondo Nielsen il quarto dominio italiano per traffico, dopo libero.it, virgilio.it e tiscali.it
Nel 2006 la società cessa di essere un'impresa individuale ed entra a far parte del gruppo Banzai. Nel 2010 il numero di siti registrati supera il milione e le pagine scaricate ogni giorno dai siti ospitati presso AlterVista sono circa 30 milioni. Nel 2012 i siti registrati sono quasi 1,7 milioni, gli utenti unici al mese 7,5 milioni e le pagine visitate ogni mese superano il miliardo. Nel 2013 il numero di siti registrati supera i due milioni. Nel 2014 i siti registrati sono quasi 2,4 milioni, gli utenti unici al mese 9,8 milioni.
Nel febbraio 2015 Banzai viene quotata alla Borsa di Milano nel segmento STAR. A partire da gennaio 2016, per i nuovi iscritti, WordPress è predefinito nel sito.
Nel maggio 2016 Altervista, in quanto parte di Banzai Media Holding, viene acquisita dal Gruppo Mondadori